# Masanori Sasaji
Masanori Sasaji (jap. 笹路 正徳, Sasaji Masanori; * 1955) ist ein japanischer Fusion- und  Jazzmusiker  (Piano, Keyboard, Hammondorgel, Synthesizer, Arrangement) und Filmkomponist.
Masanori Sasaji arbeitete in den 1980er-Jahren mit Osamu Kawakami, mit dem bereits 1978 erste Aufnahmen entstanden (Jumup for Joy, mit Noriko Miyamoto, Kazumasa Akiyama, Yasuaki Shimizu, Eri Ohno, Takeru Muraoka), ferner in der Band Jazz (u. a. mit Hideo Yamaki, Motohiko Hamase, Yasuaki Shimizu), mit Kazumi Watanabes Kazumi Band und in den Trios Press Rider (mit Takayuki Hijikata, Norio Sakai) und Mountain Tune (mit Takayoshi Umeno).
In Bigband-Besetzung mit Hitoshi Okano, Takeshi Itoh, Yasuaki Shimizu, Takayuki Hijikata, Akira Okazawa, Isoo Fukui, Yuichi Togashiki, Hideo Yamaki, Satoshi Murakawa, Yumi Murata nahm er 1979 sein Debütalbum Hot Taste Jam (Yupiteru)  auf; 1980 folgte die LP Hell-ter Skeltor (Bourbon Records). In den USA entstanden für SONY in den späten 1990er Jahren noch die Bigband-Produktionen Afro Blue und Green Flower Street, mit den L.A. Allstars unter Leitung von Jimmy Hey. Im Bereich des Jazz listet ihn Tom Lord zwischen 1978 und 1990 bei 24 Aufnahmesessions, zuletzt mit Masahiro Andoh. Er produzierte ferner das Album Homecoming der Jazzpop-Sängerin Noon (2008), zu dem er auch als Keyboarder beitrug.
Als Studiomusiker arbeitete er außerdem mit der J-Pop-Band Spitz sowie als Filmkomponist für Anime-TV-Serien (wie Loveless) und Spielfilme.